# Jordan Field
Das Jordan Field ist ein Fußballstadion auf dem Campus der Harvard University im Stadtteil Allston der US-amerikanischen Stadt Boston im Bundesstaat Massachusetts. Es wurde im September 2010 eröffnet und bietet Platz für bis zu 4000 Zuschauer. Es ersetzte das Ohiri Field. Ursprünglich hieß das Stadion Soldiers Field Soccer Stadium; im September 2015 wurde es zu Ehren des Harvard-Absolventen und früheren American-Football-Spielers Jerry Jordan umbenannt.
Die Anlage ist primärer Austragungsort der Heimspiele der Fußball- und Lacrossemannschaften der Harvard Crimson. Von 2015 bis 2017 trugen die Boston Breakers aus der National Women’s Soccer League (NWSL) ihre Heimspiele hier aus. Sie nutzen das Stadion zudem als Trainingsstätte.
Im Juni 2013 trug das Fußballteam New England Revolution aus der Major League Soccer sein Achtelfinalspiel im U.S. Open Cup gegen die New York Red Bulls im Soldiers Field Soccer Stadium aus und spielte damit erstmals in der Vereinsgeschichte innerhalb der Stadtgrenzen von Boston.